# Loch Arienas
Loch Arienas är en sjö i Storbritannien.   Den ligger i kommunen Highland och riksdelen Skottland, i den nordvästra delen av landet, 700 km nordväst om huvudstaden London. Loch Arienas ligger 69 meter över havet. I omgivningarna runt Loch Arienas växer i huvudsak blandskog.